# Burmagomphus vermicularis
Burmagomphus vermicularis е вид водно конче от семейство Gomphidae. Видът не е застрашен от изчезване.

## Разпространение
Разпространен е във Виетнам, Китай (Гуандун, Гуанси, Фудзиен и Хайнан), Лаос, Провинции в КНР, Тайван и Хонконг.